# Cattedrali in Kirghizistan
Questa è una lista delle cattedrali del Kirghizistan.

## Cattedrale ortodossa
| Cattedrale                    | Diocesi                               | Città  | Immagine |
| ----------------------------- | ------------------------------------- | ------ | -------- |
| Cattedrale della Resurrezione | Eparchia di Biškek e del Kirghizistan | Biškek |          |